# Carl Adolph von Brühl
Graf Carl Adolph von Brühl (* 4. April 1742 in Dresden; † 3. August 1802 in Berlin) war ein preußischer General der Kavallerie, Ritter des polnischen Weißen Adlerordens sowie Erzieher des preußischen Kronprinzen Friedrich Wilhelm und seiner Geschwister.

## Leben

### Herkunft
Er war ein Sohn des königlich-polnischen und kursächsischen Ministers Heinrich von Brühl (1700–1763) und dessen Ehefrau Maria Anna Franziska, geborene Gräfin von Kolowrat-Krakowsky (1717–1762).

### Militärkarriere
Brühl begann seine militärische Laufbahn in der Sächsischen Armee. Dort wurde er 1747 Fähnrich in der Kavallerie und avancierte bis 1760 zum Oberst. Im Jahr 1762 wurde er Generalmajor und am 6. Mai 1763 zum Generalleutnant befördert. Im Jahr 1787 holte ihn Friedrich Wilhelm II. in seine Dienste und machte ihn am 1. Januar zum preußischen Generalleutnant der Kavallerie und Erzieher der Prinzen. Am 21. Mai 1798 wurde er zum General der Kavallerie befördert.

### Familie
Carl Adolph von Brühl heiratete am 17. August 1778 Sophia Gomm (* 6. Juli 1761; † 26 September 1837). Sie war Tochter des königlich britischen Legationssekretärs Sir William Gomm in St. Petersburg. Das Paar hatte folgende Kinder:
- Marie Sophie (1779–1836) ⚭ 1810 Carl von Clausewitz (1780–1831)
- Karl Maximilian (* 17. August 1780)
- Karoline Franziska (Fanny) (* 23. März 1783; † 28. März 1804) ⚭ Friedrich August Ludwig von der Marwitz (1777–1837)
- Pauline Marie Luise (* 16. November 1785; † 3. Dezember 1788)
- Luise (* 1. Dezember 1788; † 11. Juli 1789)
- Friedrich Wilhelm (1791–1859) ⚭ 1828 Hedwig Gräfin Neidhardt von Gneisenau (1805–1890), Tochter des preußischen Militärreformers August Neidhardt von Gneisenau